# جاستیکا ژاپنی
جاستیکا ژاپنی (نام علمی: Justicia japonica) نام یک گونه از سرده مشعلی است.